# Sandvikens fotbollsstadion
Sandvikens fotbollsstadion (Elisa stadion) är en fotbollsarena i stadsdelen Sandviken i Vasa. Stadion invigdes 1936 och renoverades 1995, 1998 och 2006. Kapaciteten är efter den senaste renoveringen 6 009. Samtidigt fick  arenan sitt nuvarande namn Elisa Stadion, efter att namnrättigheterna sålts till telekombolaget Elisa. Publikrekordet, 5 700 åskådare, är från den 16 juli 1972 när Finland mötte Sovjetunionen i fotboll och spelade 1–1 . Publikrekordet för inhemsk fotboll är 5 987 åskådare när VPS mötte SJK den 10.8.2016.